# Bataille de Wytyczno
Seconde Guerre mondiale
Batailles
Campagne de Pologne :
- Ultimatum allemand
- Ordre de bataille
- Opération Himmler
- Plan Pékin
- Plan Worek
- Baie de Dantzig
- Défense de la poste centrale de Dantzig
- Westerplatte
- Grudziądz
- Mokra
- Węgierska Górka
- Krojanty
- Forêt de Tuchola
- Borowa Góra
- Wizna
- La Bzura
- Hel
- Jarosław
- Brest-Litovsk
- Tête de pont roumaine
- Invasion soviétique
- Lwów
- Modlin
- Tomaszów Lubelski
- Grodno
- Krasnobród
- Wilno
- Varsovie
- Szack
- Wytyczno
- Kock

La bataille de Wytyczno se déroule le 1er octobre 1939 pendant l'invasion soviétique de la Pologne entre le Korpus Ochrony Pogranicza (KOP) du général Wilhelm Orlik-Rückemann et l'Armée rouge pour le contrôle du village de Wytyczno près de Włodawa en Pologne.

## Contexte historique
Après la bataille de Szack le 28 septembre, les forces polonaises traversent le Bug et établissent des positions défensives. 
Bien que largement victorieux dans la plupart des combats contre les Soviétiques, le KOP est réduit à seulement 3 000 hommes et manque d'équipement lourd ainsi que de munitions. De plus, la plupart de ses soldats avaient été contraints de traverser une grande partie de la Pologne à la suite de l'invasion soviétique, parcourant 500 km en deux semaines.

## Déroulement de la bataille
Après avoir traversé la route de Włodawa-Trawniki dans la nuit du 1er octobre, les Polonais sont attaqués par les chars de la 45e division de fusiliers soviétique (ru). Les canons anti-chars polonais Bofors 37 mm font feu à courte portée, détruisant 4 T-26 et forçant les troupes soviétiques à se retirer. 
Peu après l'aube, les Soviétiques contre-attaquent, cette fois-ci avec la majorité des unités de la 45e division, lançant un assaut frontal sur le village de Wytyczno. Toutefois, les tabors[réf. nécessaire] polonais avaient installé des unités d'artillerie dans la forêt environnante, leur permettant de maintenir leurs positions.
La lutte pour le contrôle du village continue, avec de lourdes pertes dans les deux camps. À 9 h du matin l'artillerie polonaise de 75 mm ne dispose plus que 60 obus et les obusiers plus que de 10. Pour diminuer la pression exercée par l'ennemi sur les positions polonaises, le général Wilhelm Orlik-Rückemann ordonne au bataillon de Polésie d'attaquer le flanc gauche. Cependant, les soldats étaient trop fatigués pour commencer l'assaut et la plupart d'entre eux ont refusé d'exécuter l'ordre. Le commandant du régiment Sarny, le colonel Nikodem Sulik, indique que les défenses polonaises faiblissent d'heure en heure. À 10 h 30, un conseil de guerre polonais a eu lieu et il est décidé de diviser les unités polonaises en plusieurs détachements et de percer en direction du Samodzielna Grupa Operacyjna Polesie combattant à proximité. À midi, les Polonais se replient vers les forêts. La plupart d'entre eux viennent renforcer le SGOP, tandis que le général Orlik-Rückemann parvient à s'exiler vers la Grande-Bretagne à travers la Lituanie et la Suède.

## Conséquences
Après la chute de la République populaire de Pologne et du communisme en 1989, un monument est érigé à Wytyczno afin de commémorer les combats qui y ont eu lieu. En 1998, l'ambassadeur américain en Pologne, Daniel Fried, a visité le monument et a exprimé son respect aux soldats polonais qui se sont battus à Wytyczno.